# 瑟爾西萊鄉
44°49′36″N 26°29′38″E / 44.8267°N 26.494°E
瑟爾西萊鄉（羅馬尼亞語：Sălciile, Prahova），是羅馬尼亞的鄉份，位於該國中南部，由普拉霍瓦縣負責管轄，處於布加勒斯特以北50公里，每年平均降雨量927毫米，海拔高度71米，2007年人口2,082。